# Asymmetrische Signalübertragung
Bei unsymmetrischer oder asymmetrischer Signalübertragung, englisch single-ended signalling, erfolgt die elektrische Signalübertragung durch eine Spannung, die sich gegenüber einem Bezugspotential ändert. Typischerweise wird dazu eine abgeschirmte Leitung (Koaxialleitung) benutzt. 
Die unsymmetrische Signalübertragung ist der Gegensatz zur symmetrischen Signalübertragung.
Die unsymmetrische Signalübertragung ist die einfachste Art der Datenübertragung. Ein Leiter führt eine Spannung, die sich je nach Signal ändert, in Bezug auf eine Referenzleitung, meist Masse, die auch mit anderen Schaltungsteilen verbunden ist. Sind mehrere Signale zu übertragen, so wird nur eine Referenzleitung verwendet. Das vereinfacht den Verkabelungsaufwand und die Elektronik, ist aber anfälliger für elektromagnetische Einstreuungen. 
Typische Einsatzgebiete sind 
- die Tonübertragung im nichtprofessionellen und teilweise semiprofessionellem Umfeld (Cinch-, DIN-, Klinkenstecker (wird auch zur symmetrischen Signalübertragung benutzt), S/PDIF),
- die analoge Videoübertragung (SCART),
- die digitale Übertragung (EIA-232 (RS-232), IEEE 1284 (Centronics), HDBaseT, 10BASE2- und 10BASE5-Ethernet) sowie
- die Übertragung der Hochfrequenzsignale von Antenne, LNB oder dem BK-Netz zu Radios, Fernsehern und Tunern.